# Base de lancement
Ne doit pas être confondu avec Cosmodôme.

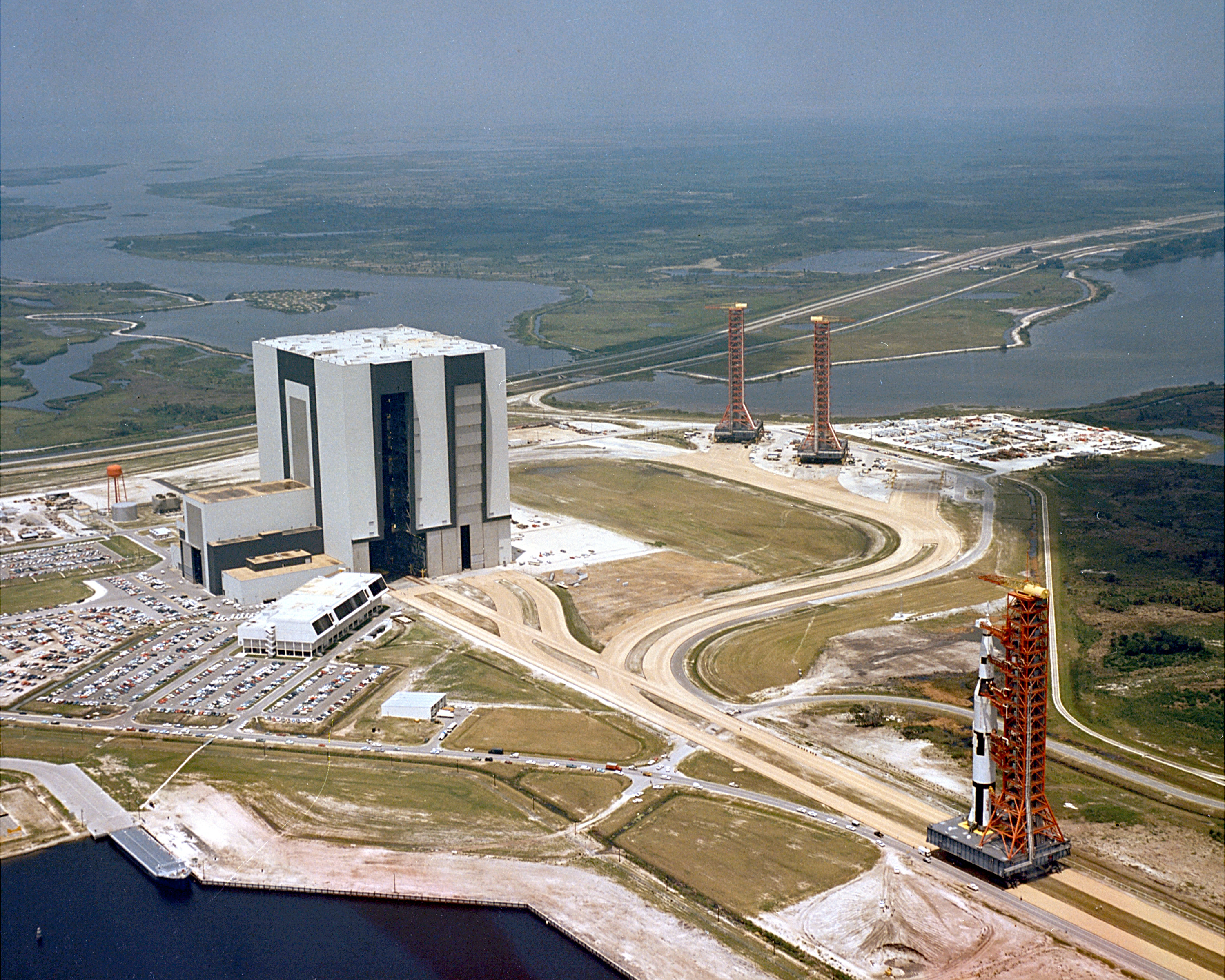
Bâtiment d'assemblage du centre spatial Kennedy. Le petit bâtiment qui s'en détache au milieu des parkings est le centre de lancement.

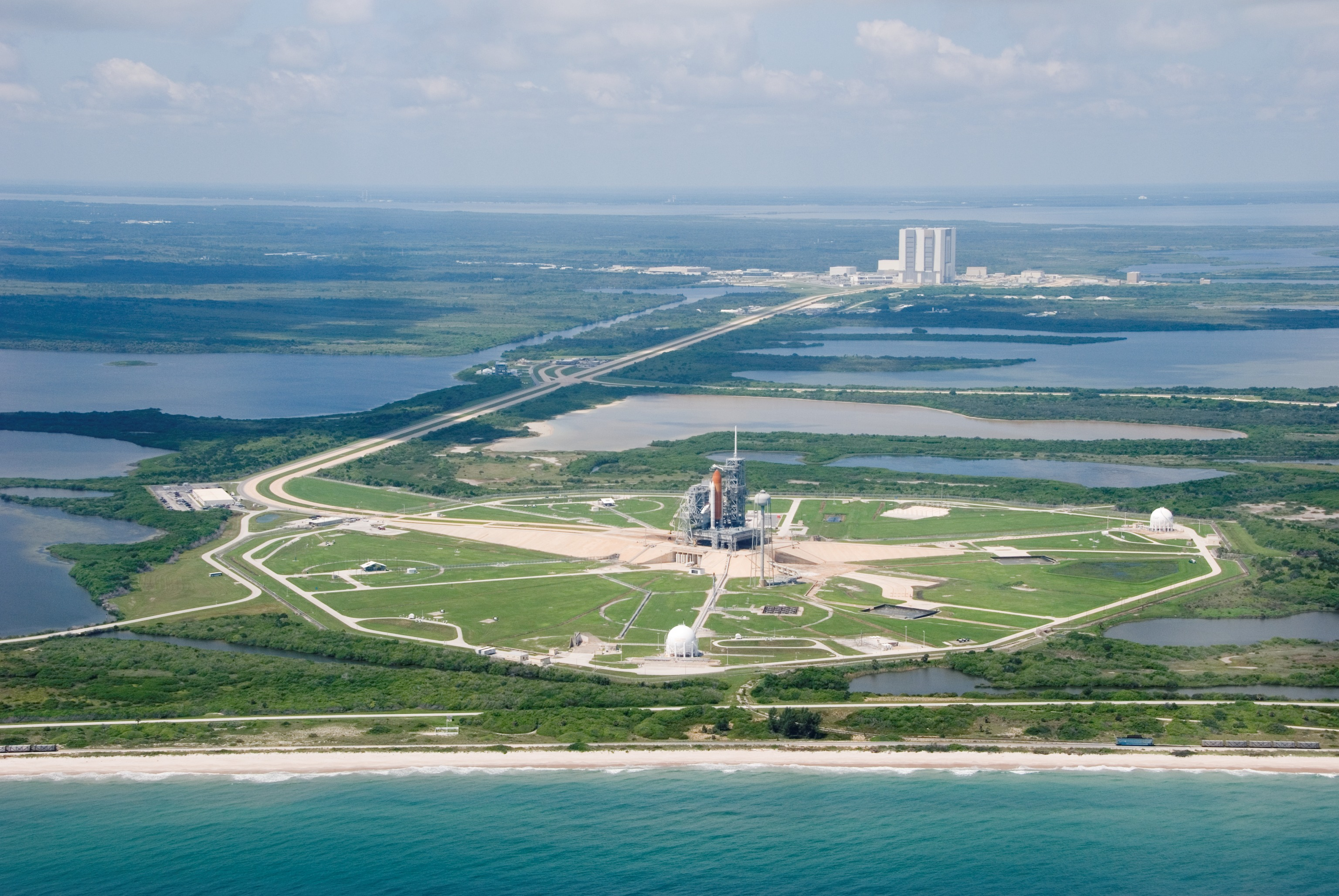
Sous un autre angle au premier plan l'une des deux aires de lancement, au fond le bâtiment d'assemblage

Une base de lancement, un cosmodrome (pour les sites russes), un spatioport ou encore un port spatial est, dans le domaine de l’astronautique, un ensemble d'installations destinées à permettre la préparation, le lancement et le suivi des premières phases de vol d’un lanceur. Il comporte un ou plusieurs ensembles de lancement, des moyens logistiques et des installations, et permet la mise en œuvre des mesures de sauvegarde. Il peut également inclure des installations destinées à la fabrication du lanceur comme au Centre spatial guyanais (Kourou) ou sa remise en condition comme au Centre spatial Kennedy.

## Description
Une base de lancement comporte les éléments suivants :
- un ou plusieurs ensembles de lancement. Le terme « ensemble de lancement » désigne une partie de la base de lancement, permettant de préparer de manière autonome un lanceur. Un ensemble de lancement peut comporter :
  - des bâtiments d'assemblage dans lesquels le lanceur et sa charge utile (satellite artificiel, sonde spatiale, etc.) sont assemblés ;
  - un bâtiment de préparation de la charge utile (il peut être commun aux ensembles de lancement comme à Kourou) ;
  - une ou plusieurs aires de lancement (ou zones de lancement) depuis lesquels les fusées sont tirées. La présence de plusieurs aires de lancement permet de raccourcir le délai de lancement (avec deux aires de lancement, deux fusées peuvent être tirées dans un intervalle très court). L'aire de lancement est éloignée de tous les autres bâtiments pour limiter les dégâts si le lanceur explosait au décollage ou au sol (5 km entre le VAB et les aires de lancement au Centre Spatial Kennedy) ;
  - un centre de lancement qui coordonne l'assemblage du lanceur, les tests et le lancement proprement dit.
- des moyens logistiques ;
- des moyens de mesure ;
- des moyens de sauvegarde mis en œuvre en cas d'incident ;
- une salle de contrôle qui prend en charge les opérations sur le lanceur et sa charge utile à partir du moment où celui-ci a décollé.

### Exemple du centre spatial guyanais
Le centre spatial guyanais, proche de Kourou, comporte trois ensembles de lancements opérationnels : ELA-3 pour lancer Ariane 5, ELA-1 pour le lanceur européen Vega et ELS pour le lanceur russe Soyouz. ELA-3 comporte plusieurs bâtiments d'assemblage, une seule aire de lancement et un centre de lancement (CDL3). Le bâtiment où sont préparés les charges utiles est commun à tous les ensembles de lancement (bâtiment S5). Après le décollage les opérations sont suivies depuis le centre de contrôle Jupiter.

Vue d'ensemble du site (pas de tir, aéroport, route principale, bâtiments d'assemblage, stations de poursuite) et de ses environs immédiates (ville et port de Kourou)
Détail des installations destinées à la préparation et au lancement des lanceurs Ariane 5 et Vega

### Exemple du centre spatial Kennedy
Au centre spatial Kennedy, la base de lancement comporte un seul ensemble de lancement, le complexe de lancement 39, qui dispose de deux aires de lancement (39A et 39B).

## Implantation
Peu de sites permettent de satisfaire les très nombreuses conditions nécessaires à l'implantation d'une base de lancement :
- Zone dépeuplée pour le survol par le lanceur au décollage et la retombée des étages de fusée non satellisés. C'est la condition la plus restrictive. Très souvent la base est implantée en bord de mer pour cette raison : ainsi la trajectoire de la fusée survole immédiatement la zone maritime après le décollage. Les bases chinoises et russes ne respectent cette règle que de manière imparfaite et c'est une source de conflits, bien que pour les bases russes les zones de retombées sont quasiment désertiques (Sibérie, désert du Kazakhstan). La Chine a implanté ses bases sur des territoires peuplés : c'est d'ailleurs le seul cas connu où un accident a tué des personnes étrangères à la base (en 1996 un lanceur tiré depuis la base de Xichang s'est écrasé sur un village situé à 1 850 mètres du pas de tir, faisant selon des sources officieuses 500 victimes civiles).
- Grande surface de terrain : l'emprise au sol nécessaire pour une base de lancement est importante du fait du nombre important de bâtiments à implanter et de la nécessité de placer ceux-ci à une distance suffisante de la zone de lancement pour les protéger d'une explosion à faible distance du sol.
- Direction de tir vers l'est dégagée ; en tirant vers l'est le lanceur profite d'un surcroit de vitesse liée à la vitesse de rotation de la Terre. Cette condition est moins importante pour les bases spécialisées dans des lancements sur l'orbite polaire.
- Accès facile au site par des moyens de transport à grande capacité. Compte tenu de la taille des lanceurs et des satellites, la grande quantité d'équipements nécessaires à l'édification et à la maintenance d'une base de lancement, il faut disposer de bonnes liaisons maritimes, routières ou ferroviaires avec les sites produisant ces composants. Pour les lanceurs de très grand diamètre (Ariane 5, Longue Marche 5, Saturn V, etc.) un accès maritime est indispensable car le gabarit routier et ferroviaire n'est pas suffisant.
- Environs immédiats de la base pas ou peu peuplés.
- En fonction du type de mission, le lancement peut se faire sous différents angles : l'azimut peut être proche de 0° et 180° pour les satellites d'observation, alors qu'il sera proche de 90° pour les satellites géostationnaires. Les azimuts utilisables depuis une base dépendent de leur implantation : ainsi le  Centre de Cap Canaveral ne permet pas de lancer des satellites d'observation, ceux-ci sont tirés depuis la base spatiale de Vandenberg.
- Une base proche de l'équateur permet d'améliorer les performances du lanceur lorsque la charge utile doit être placée sur une orbite géostationnaire, car la vitesse de rotation de la Terre, qui vient s'ajouter à celle imprimée par le lanceur, est maximale à cette latitude.
- L'éloignement des frontières peut jouer un rôle si les relations avec le pays voisin sont tendues. Cette caractéristique a été prise en compte lorsque la Chine a créé ses bases. Du fait de la tension avec l'Union Soviétique et les États-Unis l'île de Hainan n'a pas été retenue et les bases ont été placées à une certaine distance de la Mongolie (à l'époque inféodée à l'Union Soviétique).

## Bases de lancement dans le monde

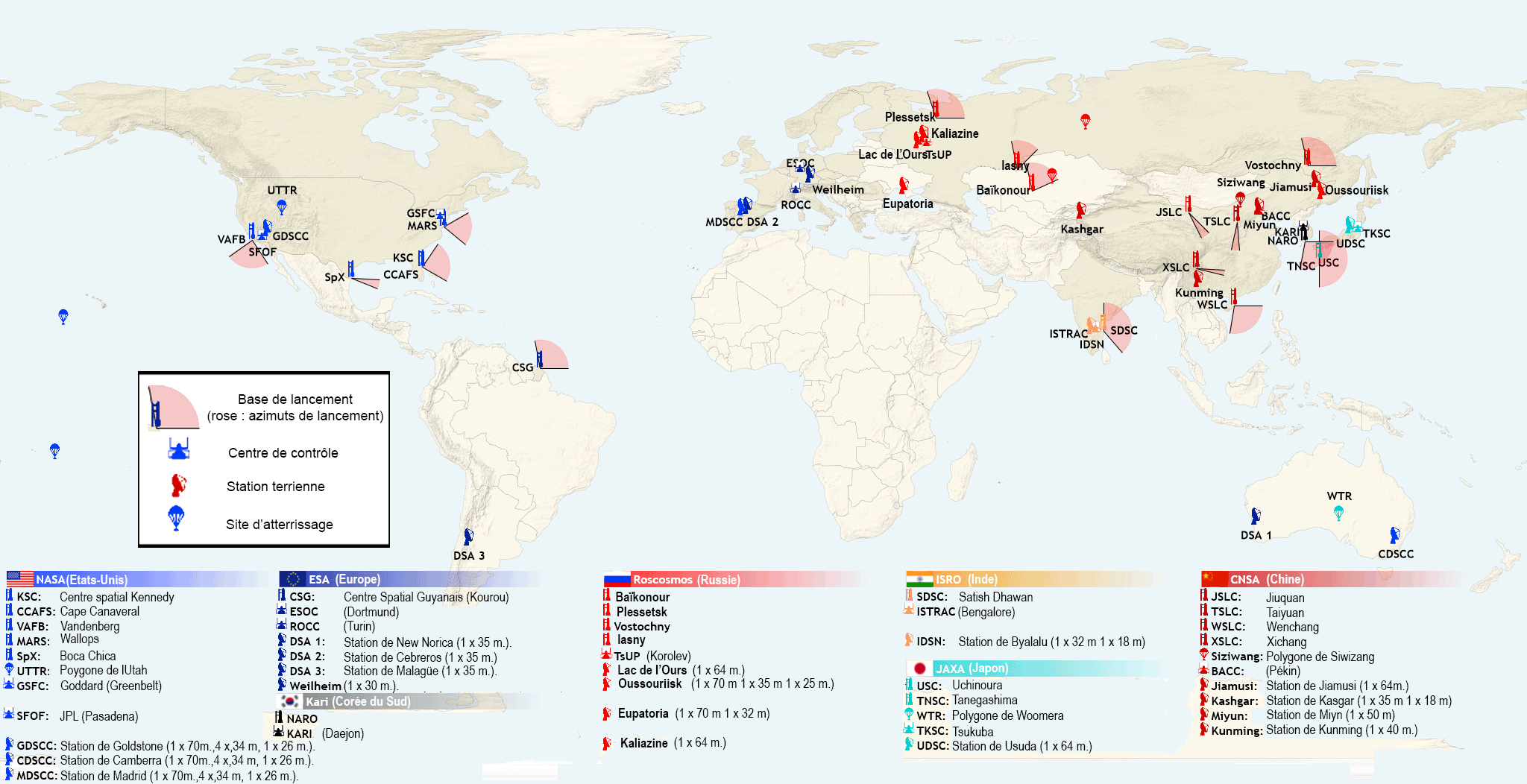
Les principales bases de lancement dans le monde avec les azimuts de lancement.

### Bases de lancement actives
| Base de lancement                                | Ville / région             | Pays                               | Mise en service | Tirs / an (1) | Nbre lancements (2) | Lanceurs                                               | Anciens lanceurs                                                                         | Vol habité | Orbite géostationnaire | Latitude   | Remarque |
| ------------------------------------------------ | -------------------------- | ---------------------------------- | --------------- | ------------- | ------------------- | ------------------------------------------------------ | ---------------------------------------------------------------------------------------- | ---------- | ---------------------- | ---------- | --- |
| Cosmodrome de Plesetsk                           | Oblast d'Arkhangelsk       | Russie URSS                        | 1957            | 10/an         | >1600               | Angara, Soyouz (2.1a, 2.1b, 2.1v)                      | Cosmos , Tsyklon-3, Rokot, Start-1, Vostok, Voskhod, Molniya                             |            |                        | 62°33′00"N | Tenu secret jusqu'en 1983 - 119 tirs de 1998 à 2016                                                                              |
| Cosmodrome de Baïkonour                          | Tyura Tam                  | URSS / Russie / Kazakhstan         | 1957            | 5/an          | >1500               | Proton, Soyouz, Zenit                                  | Strela, Cosmos, Tsyklon, Energiya, N-1, Vostok, Voskhod, Molniya, Spoutnik, Rokot, Dnepr | Oui        | Oui                    | 45°57′54″N | Première base active de l'histoire                                                                                               |
| Base de lancement de Cap Canaveral               | Floride                    | États-Unis                         | 1950            | 15/an         | ~400                | Falcon 9, Delta II, Atlas V, Delta IV                  | Scout , Viking, Delta, Atlas, Saturn IB                                                  | Oui        | Oui                    | 28°28′32″N | |
| Vandenberg Air Force Base                        | Lompoc, Californie         | États-Unis                         | 1957            | 3/an          | >700                | Falcon 9, Delta II, Atlas V, Delta IV , Minotaur       | Delta, Atlas, Thor, Scout , Titan                                                        |            |                        | 34°43′47″N | |
| Centre spatial guyanais                          | Kourou, Sinnamary (Guyane) | France                             | 1968            | 10/an         | ~300                | Ariane 6, Vega-C                                       | Diamant, Europa, Ariane 1, 2, 3, 4, 5 Soyouz (ST-A, ST-B)                                |            | Oui                    | 05°13′51″N | Au 1er juin 2016 : 1 Europa, 8 Diamant, 11 Ariane 1, 6 Ariane 2, 11 Ariane 3, 116 Ariane 4, 108 Ariane 5, 15 Vega, 23 Soyouz ST. |
| Centre spatial Kennedy                           | Floride                    | États-Unis                         | 1967            | 6/an          | ~200                | Falcon 9                                               | Saturn V, Navette spatiale américaine                                                    | Prévu      | Oui                    | 28°27′00″N | |
| Base de lancement de Xichang                     | Sichuan                    | Chine                              | 1984            | 10/an         | 140                 | Longue Marche 2, 3 et 4                                |                                                                                          |            | Oui                    | 28°14′46″N | |
| Base de lancement de Jiuquan                     | Mongolie-Intérieure        | Chine                              | 1970            | 5/an          | 122                 | Longue Marche 2, 4, 6 Jielong, Hyperbola, ZhuQue, OS-M | Longue Marche 1, Feng Bao, Kaituozhe 1                                                   | Oui        |                        | 40°57′28″N | Première base spatiale chinoise.                                                                                                 |
| Base de lancement de Taiyuan                     | Shanxi                     | Chine                              | 1985            | 5/an          | 90                  | Longue Marche 2, 4 et 11, Kaituozhe 2                  |                                                                                          |            |                        | 38°50′57″N | |
| Base de lancement de Tanegashima                 | Tanegashima                | Japon                              | 1975            | 4/an          | 80                  | H-IIA, H-IIB                                           | H-I, H-II, N-I, N-II                                                                     |            | Oui                    | 30°22′40″N | |
| Centre spatial Satish-Dhawan                     | Sriharikota                | Inde                               | 1979            | 5/an          | 79                  | PSLV, GSLV (Mark 2 et 3)                               | SLV, ASLV, GSLV Mark 1                                                                   | Prévu      | Oui                    | 13°43′12″N | |
| Base de lancement d'Uchinoura                    | Préfecture de Kagoshima    | Japon                              | 1970            | 2/an          | 41                  | Epsilon, SS-520                                        | Mu                                                                                       |            |                        | 31°15′08″N | |
| Plateforme Sea Launch                            | Océan Pacifique            | Russie , (anciennement États-Unis) | 1999            | 0/an          | 32                  | Zenit                                                  |                                                                                          |            | Oui                    | 00°00′00″N | Plateforme mobile de forage reconvertie. Peut-être positionnée sur l'équateur                                                    |
| Mid-Atlantic Regional Spaceport (MARS) / Wallops | Virginie                   | États-Unis                         | 2006            | 3/an          | 26                  | Minotaur, Antares                                      | Scout                                                                                    |            |                        | 37°50′36″N | |
| Base de Mahia                                    |                            | Nouvelle-Zélande                   | 2017            | 5/an          | 25                  | Electron                                               |                                                                                          |            |                        |            | |
| Base de lancement de Semnan                      |                            | Iran                               | 2008            | 3/an          | 23                  | Safir, Simorgh                                         |                                                                                          |            |                        | 35°33′00"N | Position approximative |
| Base aérienne de Palmachim                       | Rishon LeZion              | Israël                             | 1988            | < 1/an        | 12                  | Shavit                                                 |                                                                                          |            |                        | 31°53′52″N | |
| Base de lancement de Wenchang                    | Hainan                     | Chine                              | 2016            | 2/an          | 9                   | Longue Marche 5,Longue Marche 7                        |                                                                                          | Prévu      | Oui                    | 19°37′03″N | |
| Cosmodrome Vostotchny                            | Oblast d'Amour             | Russie                             | 2016            | 2/an          | 8                   | Soyouz (2.1a, 2.1b)                                    |                                                                                          | Prévu      | Oui                    | 51°53′04″N | |
| Base de lancement de Sohae                       |                            | Corée du Nord                      | 2012            | < 1/an        | 4                   | Unha-3                                                 | Unha-2                                                                                   |            |                        | 39°40′00"N | |
| Centre de lancement Kodiak                       | Alaska                     | États-Unis                         | 2001            | < 1/an        | 8                   | Minotaur Rocket                                        | Athena                                                                                   |            |                        | 57°26′09″N | |
| Base de lancement de Naro                        |                            | Corée du Sud                       | 2013            | < 1/an        | 4                   |                                                        | Naro-1                                                                                   |            |                        | 34°25′55″N | |
| Centre de lancement d'Alcântara                  | Maranhão                   | Brésil                             | 1997            | 0/an          | 2                   |                                                        | VLS-1                                                                                    |            |                        | 02°22′23″S | |
| SpaceX South Texas Launch Site                   | Boca Chica Village (Texas) | États-Unis                         | 2022            | /an           |                     | Starship                                               |                                                                                          | Prévu      |                        | 25°59′49″N | |

(1) Ordre de grandeur sur les dernières années

### Bases de lancement désaffectées
| Base de lancement            | Ville / région        | Pays           | Mise en service | Fermeture | Nbre lancements | Lanceurs    | Latitude   | Commentaire                  |
| ---------------------------- | --------------------- | -------------- | --------------- | --------- | --------------- | ----------- | ---------- | ---------------------------- |
| Cosmodrome de Kapoustine Yar | Oblast d'Astrakhan    | Russie, URSS   | 1962            | 2008      | 85              | Cosmos      |            |                              |
| Hammaguir                    | Algérie               | France Algérie | 1965            | 1967      | 4               | Diamant A   |            | Premier vol orbital français |
| Woomera                      | Australie-Méridionale | Australie      | 1967            | 1971      | 2               | Black Arrow |            |                              |
| Plate-forme San Marco        | Ras Ngomeni           | Italie Kenya   | 1967            | 1988      | 9               | Scout       |            |                              |
| Cosmodrome de Svobodny       | Oblast d'Amour        | Russie         | 1997            | 2006      | 5               | Start-1     |            |                              |
| Omelek                       | Îles Marshall         | États-Unis     | 2008            | 2009      | 2               | Falcon 1    |            |                              |
| Cosmodrome de Yasny          | Oblast d'Orenbourg    | Russie         | 2006            | < 1/an    | 7               | Dnepr       | 50°48′00″N |                              |